# Diecezja antwerpska

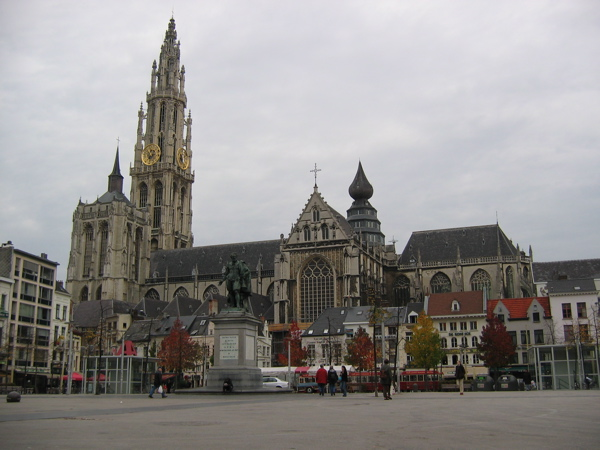
Katedra katolicka w Antwerpii

Diecezja antwerpska (łac. Dioecesis Antverpiensis) – katolicka diecezja belgijska położona w północnej części kraju, obejmująca swoim zasięgiem prowincję antwerpską oprócz miasta Mechelen. Siedziba biskupa znajduje się w katedrze Najświętszej Maryi Panny w Antwerpii.

## Historia

### Pierwsze biskupstwo (1559–1801)
Diecezja antwerpska została założona z inicjatywy króla hiszpańskiego i władcy Niderlandów Filipa II Habsburga 12 maja 1559 r. z wydzielenia prowincji antwerpskiej z diecezji Cambrai podniesionej do rangi archidiecezji przez papieża Pawła IV. Została ona podporządkowana mecheleńskiej, będąc jedną z jej sześciu sufraganii.
Fundacja nowego biskupstwa nie spotkała się z przychylnym przyjęciem ze strony patrycjatu mieszkającego w Antwerpii, który obawiał się zbyt dużymi kosztami jego funkcjonowania oraz obawiał się wzrostu wpływów inkwizycji w tej części Niderlandów, z tego też powodu często dochodziło do sporów z tutejszymi ordynariuszami.
29 listopada 1801 r. papież Pius VII bullą Qui Christi Domini vices skasował diecezję antwerpską, dzieląc jej terytorium między archidiecezję mecheleńską, położoną w Belgii a holenderską diecezję bredzką.

### Drugie biskupstwo bredzkie (od 1961)
8 grudnia 1961 r. papież Jan XXIII dokonał reaktywacji biskupstwa antwerskiego, przez wydzielenie części parafii z archidiecezji mecheleńsko-brukselskiej. Diecezja ta objęła obszar na którym znajdowały się średniowieczne opactwa i klasztory, stanowiące najważniejsze ośrodki życia religijnego w Belgii.

## Biskupi
- ordynariusz – bp Johan Bonny
- Biskup senior – bp Paul Van den Berghe

## Główne świątynie
- Katedra Najświętszej Marii Panny w Antwerpii
- Bazylika Najświętszego Serca Pana Jezusa w Berchem
- Bazylika Najświętszego Najświętszej Maryi Panny z Lourdes w Edegem